# Phaenanthoecium koestlinii
Phaenanthoecium koestlinii är en gräsart som först beskrevs av Ferdinand von Hochstetter och Achille Richard, och fick sitt nu gällande namn av Charles Edward Hubbard. Phaenanthoecium koestlinii ingår i släktet Phaenanthoecium och familjen gräs. Inga underarter finns listade i Catalogue of Life.